# Laena tabanai
Laena tabanai – gatunek chrząszcza z rodziny czarnuchowatych i podrodziny omiękowatych.
Gatunek ten został opisany w 1998 przez Kimio Masumoto i redeskrybowany w 2001 roku przez Wolfganga Schawallera. Miejscem typowym jest Puge Xian w górach Luotiao Shan.
Chrząszcz o ciele długości od 8 do 9,5 mm. Przedplecze o brzegach bocznych nieobrzeżonych, tylnym brzegu nieobrzeżonym i nieco zagiętym w dół, kątach tylnych zaokrąglonych; jego powierzchnia z trzema bardzo słabymi wgłębieniami, pokryta małymi, w większości opatrzonymi krótkimi szczecinkami punktami oddalonymi od siebie 1–3 średnice. Na pokrywach ułożone w rzędy, położone w wyraźnych rowkach punkty, wielkości tych na przedpleczu i pozbawione wyraźnych szczecinek. Na międzyrzędach mniejsze, rozproszone punkty również pozbawione szczecinek. Siódmy międzyrząd wypukły jak pozostałe. Odnóża obu płci z zębami na udach. Samiec ma równoległe boki przednich goleni, ząb pośrodku tylnych goleni oraz prawie kwadratowe apicale edeagusa.
Owad endemiczny dla Chin, znany tylko z Syczuanu.